# Euricrium fulgescens
Euricrium fulgescens är en tvåvingeart som beskrevs av Günther Enderlein 1911. Euricrium fulgescens ingår i släktet Euricrium och familjen sorgmyggor. Inga underarter finns listade i Catalogue of Life.